# Borgone Susa
Borgone Susa (Borgon in piemontese, Burgùn in francoprovenzale, Bourgon in francese) è un comune italiano di 2 218 abitanti della città metropolitana di Torino in Piemonte.

## Geografia fisica
Borgone si trova in Val di Susa, in sinistra idrografica della Dora Riparia.

## Storia
Il suo nome deriva dal nome germanico di persona Burgo, -onis. La specifica indica la sua collocazione.
Il comune si trova sulla sponda sinistra del fiume Dora Riparia, addossato alla montagna, con ottima esposizione sul lato sud della valle.

### Simboli
Lo stemma del Comune di Borgone Susa è stato concesso con decreto del presidente della Repubblica del 27 giugno 1962.
La posizione del paese ai piedi delle montagne e il suo ruolo di difesa della valle sono simbolizzati dalla muraglia dello sfondo e dal mastio che richiama la torre del "Castlàs" (o "Castellazzo"). I fiori d'acqua ricordano come, per secoli, il territorio sia stato acquitrinoso e malsano. Il capo è una variazione del capo di Francia che sarebbe d'azzurro a tre gigli d'oro.
Il gonfalone è un drappo troncato di rosso e di giallo.

## Monumenti e luoghi d'interesse

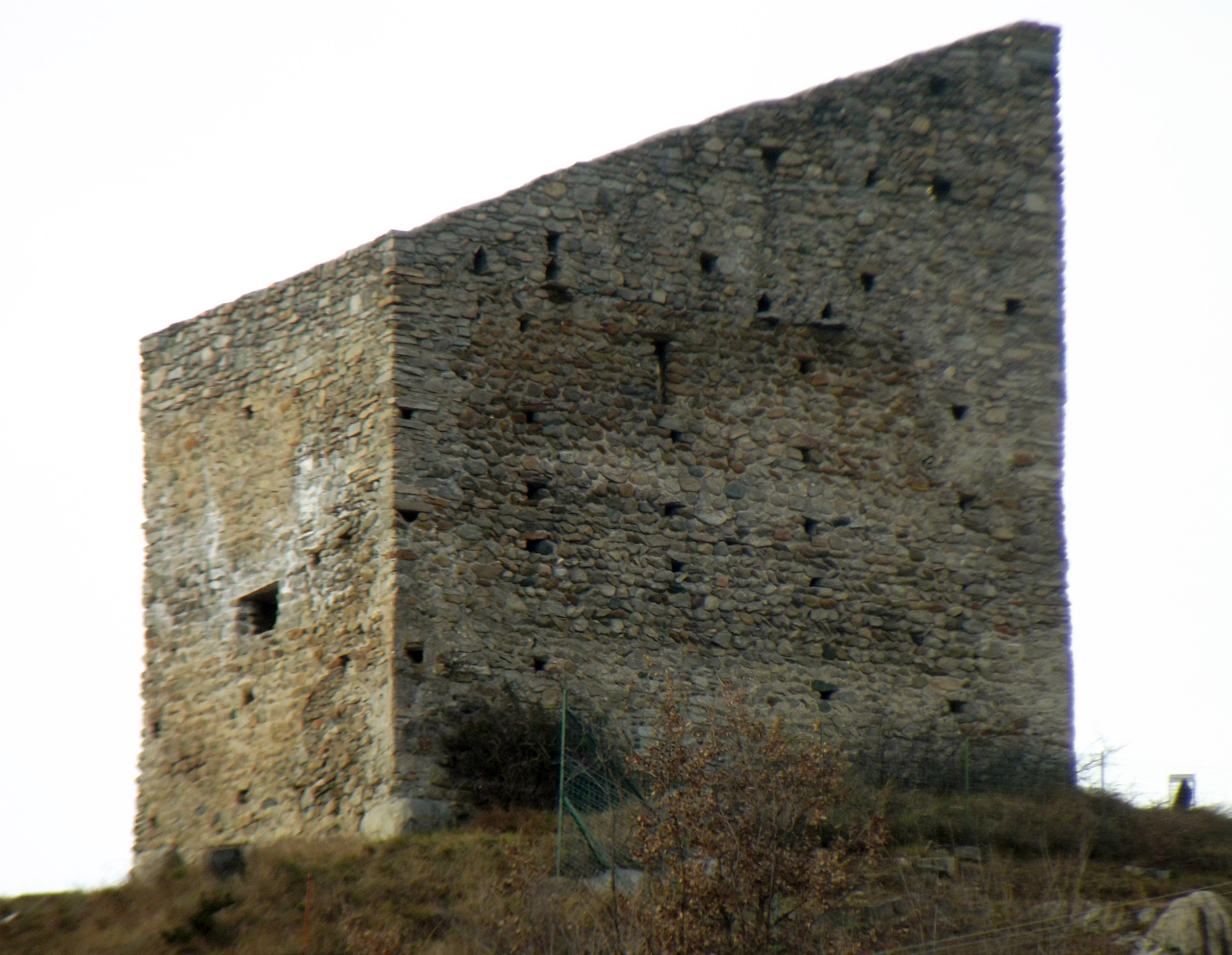
Il Castlas

### Architetture religiose
- Il Maometto: è una incisione rupestre in bassorilievo datata intorno al II sec. d.C.[6], presumibilmente raffigurante Giove Dolicheno, divinità che proteggeva i primi legionari romani degli eserciti del Re Cozio, almeno grazie alle testimonianze di un antico acronimo sul tempietto che recitava la frase latina Votum Solvit Libens Merito[7]. Altri lo attribuiscono invece alla divinità dell'agricoltura Vertumnus[8], altri ancora al dio dei boschi Silvano. Fu successivamente chiamato col nome del profeta musulmano probabilmente perché tutte le opere artistiche non ben identificate erano spesso attribuite alle scorrerie saracene del X secolo in Piemonte. È collocata nel bosco, non molto lontana dal centro comunale[9].
- Parrocchiale di San Nicolao
- Cappella romanica di San Valeriano, in frazione San Valeriano, risalente al XII secolo

### Architetture civili
- Il Castlas: collocato su un rilievo che domina il capoluogo, è un tipico esempio di edificio fortificato valsusino con struttura a torre e risale al XIV secolo Borgone, nel tardo Medioevo, costituito da due insediamenti distinti: Villa Nova e Villa Vetula. I ruderi della torre di Borgone-chiamata dai locali Castlas e ricordata come Castellazzo dalla cartografia settecentesca quando la torre era già in rovina, dominano dall'alto di un poggio l'abitato di Villa Nova.[10] Benché quest'ultimo insediamento compaia già nel 1277, non vi sono notizie della torre prima del Trecento e nulla sappiamo su chi la costruì e l'abitò prima del 1426. Si tratta di una casaforte a torre, centro di una contenuta signoria locale. Che non si tratti di una semplice torre appare evidente dai ruderi murari, che indicano l'esistenza di più edifici orizzontali addossati alla torre vera e propria (maschio). La torre di Borgone è il tipico esempio di quegli edifici fortificati valsusini con struttura a torre. Due le tesi proposte ed entrambe non sono prive di spunti difficilmente valutabili. - Che si trattasse di stazioni di segnalazione; tesi che finisce col ricostruire un'ipotetica rete di punti di segnalazione tra loro non omogenei: torri isolate, caseforti, fino agli stessi castelli. - Che si trattasse di posti di controllo importanti per la viabilità locale. Si potrebbe ipotizzare che si trattasse di edifici dalle strutture elementari in possesso di famiglie locali e che rispondevano alle stesse esigenze abitative di una casaforte.[11]
- Palazzo Montabone: costruito nel 1901, è in seguito diventato proprietà del comune.

### Via Francigena
Per Borgone passa la Via Francigena, ramo del Moncenisio, che prosegue verso Sant'Antonino di Susa.

## Società

### Evoluzione demografica
Abitanti censiti

### Etnie e minoranze straniere
Secondo i dati Istat al 31 dicembre 2017, i cittadini stranieri residenti a Borgone Susa sono 123, così suddivisi per nazionalità, elencando per le presenze più significative:
1. Romania, 68
2. Marocco, 28

## Infrastrutture e trasporti
Torino risulta facilmente raggiungibile mediante collegamento con la linea ferroviaria Torino-Susa con treni che transitano ogni ora nelle due direzioni, ogni 30 minuti nelle ore di punta. Il capoluogo torinese si raggiunge con un tempo di percorrenza di 47 minuti in treno e 30 minuti in auto.

## Amministrazione

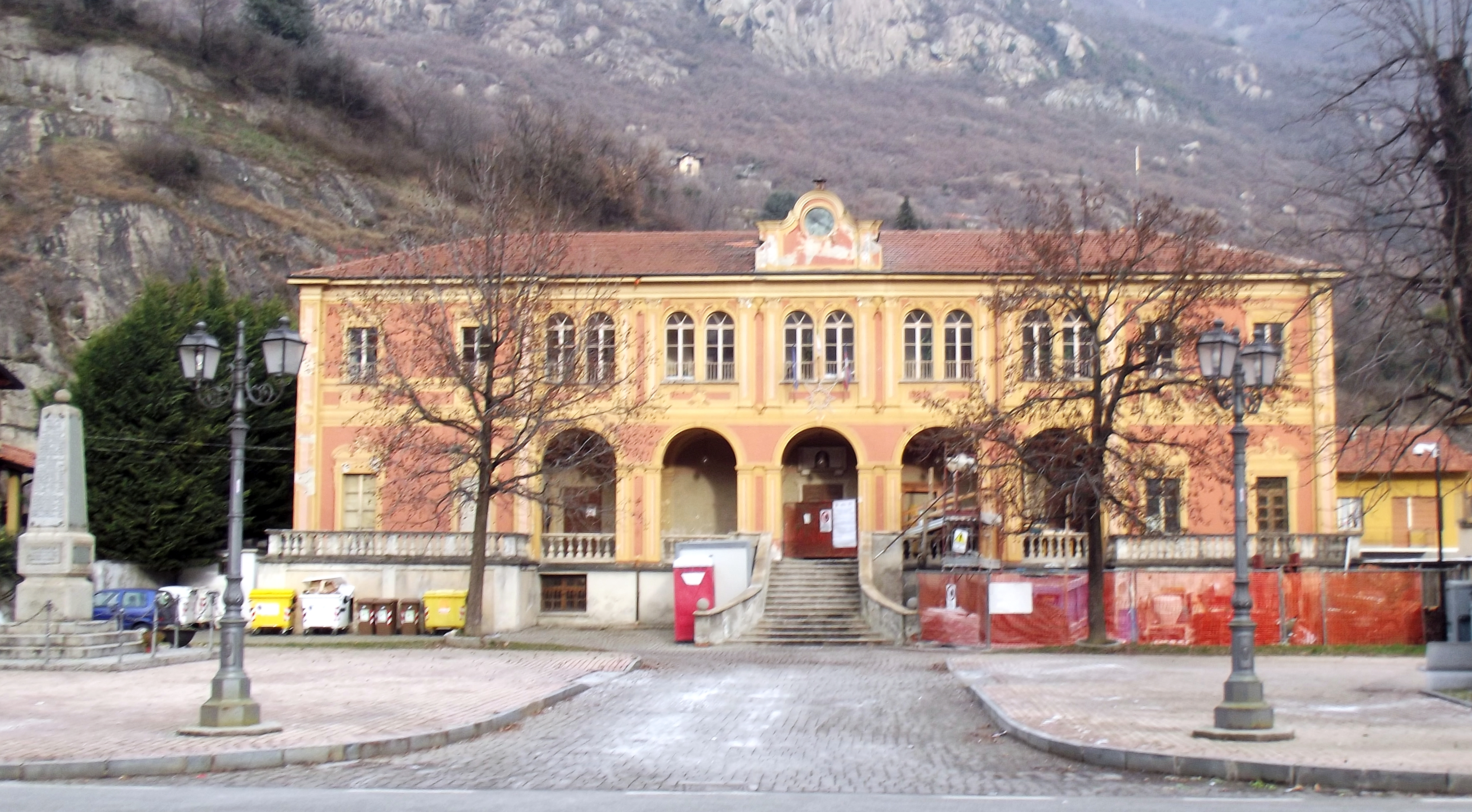
Palazzo del comune

| Periodo        | Periodo        | Primo cittadino | Partito      | Carica  | Note |
| -------------- | -------------- | --------------- | ------------ | ------- | ---- |
| 14 giugno 2004 | 7 giugno 2009  | Simona Pognant  | lista civica | sindaco |      |
| 7 giugno 2009  | 25 maggio 2014 | Paolo Alpe      | lista civica | sindaco |      |
| 25 maggio 2014 | 20 giugno 2019 | Paolo Alpe      | lista civica | sindaco |      |
| 21 giugno 2019 | in carica      | Diego Mele      | lista civica | sindaco |      |

### Altre informazioni amministrative
Borgone faceva parte della Comunità Montana Valle Susa e Val Sangone.